# Au revoir (citation)

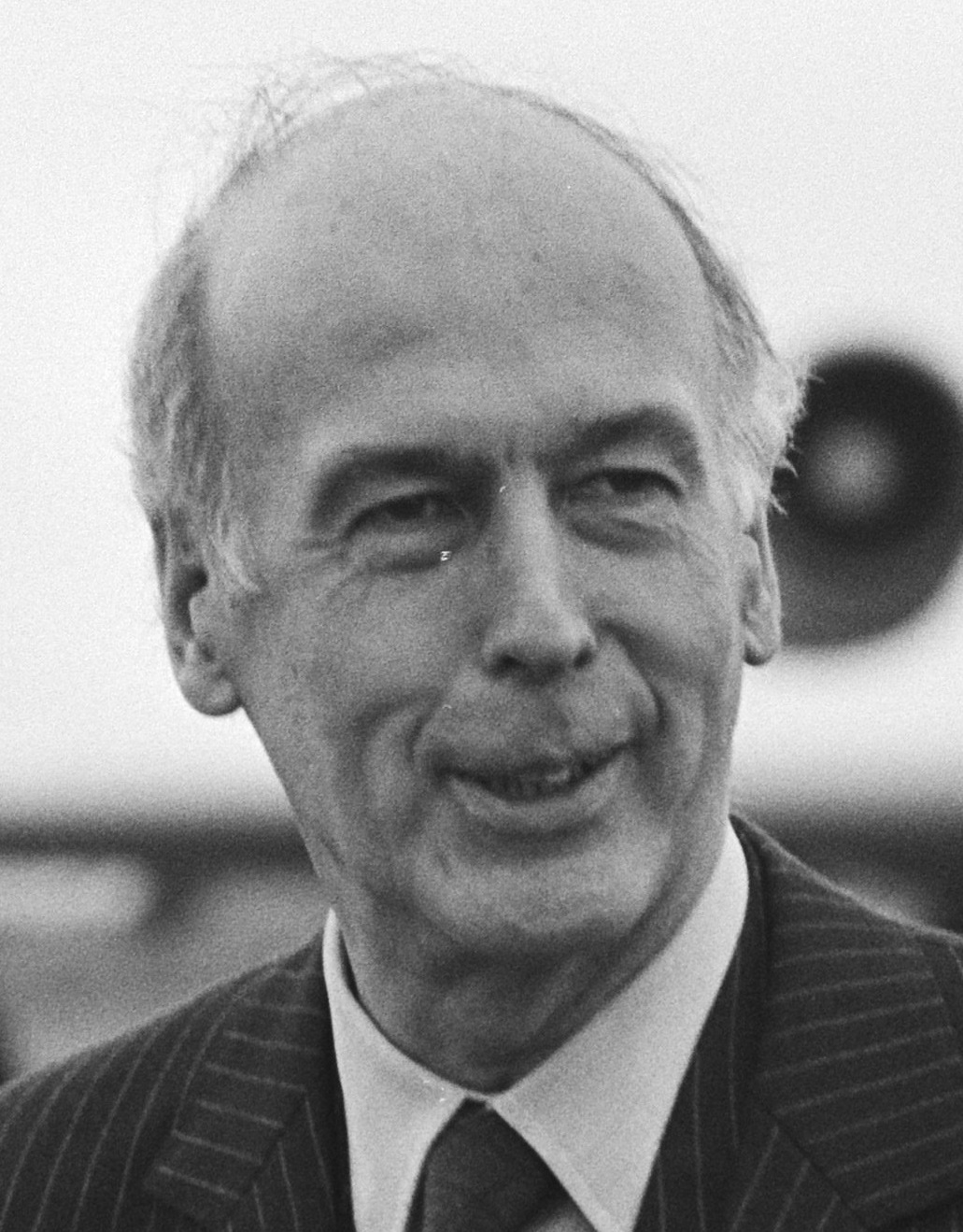
Valéry Giscard d'Estaing en mars 1981, deux mois avant son discours d'adieu présidentiel.

Pour les articles homonymes, voir Au revoir.
« Au revoir » est la locution qui clôt le discours télévisé du président de la République française, Valéry Giscard d'Estaing, le 19 mai 1981, deux jours avant qu'il ne quitte le palais de l'Élysée après la passation de pouvoir à François Mitterrand. Cette allocution est restée célèbre car, après l'« Au revoir » prononcé à l'issue d'un long silence, le président se lève et, laissant à l'écran une chaise vide, se dirige vers la sortie de la pièce de tournage cadrée dans un plan d'ensemble d'environ une minute, tandis que retentit La Marseillaise.

## Allocution
Le film de l'allocution est réalisé par Gérard Herzog. Elle fut diffusée en différé,,[réf. à confirmer], le 19 mai 1981, exactement sept années après l'élection de Valéry Giscard d'Estaing à la présidence de la République, le 19 mai 1974. Elle est diffusée à 20 heures, ainsi, tout comme les vœux de fin d'année à l'époque, les journaux de 20 heures d'Antenne 2 et de TF1 ont démarré à 20h10, après l'allocution. Au début, c'est le même intertitre que les vœux pour 1981, la musique étant la Grande symphonie funèbre et triomphale de Berlioz utilisée pour les vœux pour 1980, dont on souligne la cocasserie par la mise en scène, le président s'asseyait avant de prononcer ses vœux. Le président n'avait pas parlé de l'allocution à ses plus proches collaborateurs comme Raymond Barre, Jean-Philippe Lecat ou Monique Pelletier, seuls les communicants Bernard Rideau et Jean Riolacci étaient au courant. Le texte de l'allocution fut révisé plusieurs fois, le jour même et le week-end précédent, à Authon, les archives nationales font état de deux manuscrits et six tapuscrits,,.
Dans son discours qu'il termine « les yeux humides », le président dresse un bilan de son mandat : « Vous m'avez donné les biens les plus précieux de la collectivité nationale. J'en ai été le gardien. Aujourd'hui, je m'en vais, ils vous sont restitués intacts ». Il a des accents plus dramatiques quant à l'avenir de la France : « Je souhaite que la Providence veille sur la France »,.

## Commentaires

### Réactions
Selon Contrepoints, les adieux ne furent guère appréciés de l'opinion publique. Plusieurs commentateurs indiquent que le geste final fut souvent raillé et parodié, de même que la mise en scène décrite comme « grandiloquente et pathétique ».
François Mitterrand déclare à ses proches après avoir regardé l'allocution être surpris par cette « insolence à l'égard du peuple », considérant que lui tourner le dos était une erreur symbolique.
Dans son discours de réception de Valéry Giscard d'Estaing à l'Académie française, le 16 décembre 2004, Jean-Marie Rouart considère que l'ancien président a fait ses adieux à la télévision, « en mettant en scène un scénario théâtral un peu funèbre ».
À propos de cette intervention télévisée, Jean d'Ormesson a écrit dans Le Figaro : « Ce soir-là, cet admirateur de Louis XV avait pris l'allure du roi Lear ».
Dans l'introduction de son livre Le cinéma et la mise en scène, Jacques Aumont voit dans l'allocution de Giscard d'Estaing une double mise en scène : celle « ordinaire de la communication présidentielle […] à laquelle s'adjoint et s'oppose la mise en scène extraordinaire du cadreur cégétiste ou distrait », la seconde l'emportant sur la première : « de la prestation de l'ancien président, nul n'a retenu ses regards, ses phrases, ni même sa tenue à l'ostensible dignité — mais l'incongru quasi burlesque de sa sortie ». Frédéric Pommier a le même ressenti, le geste final (grâce au cadreur qui filma le siège vide, peut-être heureux de l'alternance politique) est le seul à passer à la postérité et à la parodie, faisant oublier les formules comme « [La France] îlot de liberté dans un océan de contraintes », l'allusion à Martin Luther King (« J'avais un rêve ») ou le bilan élogieux.
Dans un livre publié en 2011, le journaliste Pierre Favier observe : « D'évidence, l'émission avait fait l'objet d'une soigneuse mise en scène. Le pathétique et la dramatisation ont provoqué des sentiments mêlés de compassion, de gêne ou de malaise chez certains. Des sarcasmes aussi chez nombre de téléspectateurs et commentateurs. La scénarisation, par trop évidente, a donné un caractère artificiel à la prestation présidentielle même si l'émotion n'avait visiblement rien d'affecté ». Il remarque aussi : « La porte s'était refermée derrière Giscard et la chaise restait vide. Comme si le président sortant avait voulu frapper les esprits par une image symbolique du vide du pouvoir ou d'une France abandonnée à elle-même. ».

### Commentaire de Valéry Giscard d'Estaing
En 2006, dans ses Mémoires, Le Pouvoir et la Vie, Valéry Giscard d'Estaing s'interroge : « En ai-je trop fait dans ce mot de la fin ? Sûrement ni le décor  ni le texte qui n'avaient rien de mélodramatiques ! Peut-être le court ballet de la fin me sera-t-il reproché ? Peut-être aura-t-il causé de la peine à certains de ceux qui m'ont regardé ? Peut-être n'aurais-je pas dû leur tourner le dos après les avoir regardés dans les yeux en 1974 ? »
Si l'allocution n'avait pas été prononcée en direct, sa réalisation aurait sans doute été modifiée. En effet, en 2006, l'ancien président explique à Christophe Barbier : « Il me fallait dire adieu aux Français. Or, en France, on ne dit pas adieu, c'est trop dramatique, on dit au revoir. Après avoir prononcé mon message, pour visualiser ce départ, j'ai demandé au cameraman de filmer ma sortie. Je n'avais pas réalisé que la porte était si loin, ce qui m'a obligé à tourner le dos longtemps aux téléspectateurs, moi qui avais regardé la France au fond des yeux... ». En 2010, il confirme ainsi : « La porte était loin. J'avais l'idée d'être assis, de dire mon texte, de me lever et de partir. Je pensais que la porte était à trois mètres », pas à « dix » ou « quinze mètres ». 
Dans ses Mémoires, Valéry Giscard d'Estaing précise « l'instruction qu'il avait demandée au cameraman de suivre à la lettre » : « Lorsque j'aurai terminé mon texte, j'attendrai un instant avant de dire « au revoir » en regardant la caméra, c'est-à-dire les téléspectateurs, puis je me lèverai et me dirigerai vers la porte. Je sortirai et fermerai la porte derrière moi. Pendant ce temps, quelques secondes tout au plus, j'aimerais que la caméra me suive, sans changer de plan, jusqu'à ce que la porte soit refermée ».
« Quand je me retrouve de l'autre côté, je ne dirais pas que je suis ému, mais je me sens tout remué » écrit l'ancien président dans ses Mémoires, en évoquant le moment qui suit sa sortie de la pièce de tournage. L'image de la chaise vide était cependant voulue[réf. souhaitée].

## Postérité
Les médias ainsi que les hommes politiques ont fait plusieurs fois référence à ce discours.
Pendant l'entre deux tours de l'élection présidentielle de 2012, le candidat François Hollande parle ainsi de son adversaire : « Le candidat sortant de 1981 n'arrivait pas à dire au revoir. Je ne sais pas ce que l’autre va faire. Mais nous, on lui dit déjà au revoir. ». En réaction, le candidat sortant Nicolas Sarkozy qualifie d' « arrogant » cet « au revoir » de François Hollande.
L'émission de télévision Les Enfants de la télé se termine régulièrement par la scène où Giscard d'Estaing quitte sa chaise après son « au revoir ».
En 2013, une publicité de l'opérateur Joe mobile reprend cette citation et la mise en scène.